# Marionettmästaren
Marionettmästaren (kinesiska: 戲夢人生) är en taiwanesisk film från 1993, regisserad av Hou Hsiao-hsien. Filmen är baserad på marionettmästaren Li Tianlus memoarer och den är den andra filmen i Hous trilogi av historiska filmer som inleddes med Sorgens stad (1989) och avslutades med Goda män, goda kvinnor (1995).
Marionettmästaren vann jurypriset vid Filmfestivalen i Cannes och FIPRESCI-priset vid Istanbul International Film Festival.

## Handling
Filmen berättar historien om den kände marionettmästaren Li Tianlu och hans liv från födseln 1909 fram till slutet av den japanska ockupationen av Taiwan vid andra världskrigets slut 1945.

## Medverkande
| Li Tianlu     | – sig själv              |
| Lim Giong     | – Li Tianlu som ung man  |
| Chen Kuizhong | – Li Tianlu som tonåring |
| Zuo Juwei     | – Li Tianlu som barn     |
| Hong Liu      | – Li Hei                 |
| Bai Minghus   | – Ong Hsiu               |
| Cai Zhennan   | – Ko Meng-dang           |
| Gao Dongxiu   | – Li Nee                 |
| Yang Liyin    | – Lai Hwat               |
| Chen Qianru   | – Tan Dei                |

## Mottagande
Marionettmästaren har fått ett positivt mottagande bland kritiker, på Rotten Tomatoes har filmen betyget 100%, baserat på sju kritikerrecensioner med ett genomsnittligt betyg på 8,4 av 10.
Vincent Canby på The New York Times skrev att den var "en mycket fin ny film" med vilken Hou visade att han uppnått "full kontroll över sin talang." Nick Schager på Slant Magazine skrev att "Hou Hsiao-hsien förblir en mästare på att förmedla rörelse, progression och en känsla av de obevekliga rotationerna hos tidens hjul."

### Engelska originalcitat
1. ↑  "With his very fine new film, "The Puppetmaster," Mr. Hou has come into full control of his talents."
2. ↑  "Hou Hsiao-hsien remains a master at conveying movement, progression, and a sense of the inexorable rotations of the wheel of time."